# Великое зерцало
«Вели́кое зерца́ло» — русский перевод западно-европейского сборника рассказов религиозно-моралистического характера. Оригинал относится к эпохе Возрождения. Русское «Великое зерцало» в своих полных списках представляет собой рукописную книгу, состоящую примерно из тысячи небольших рассказов, подобранных по темам и заключённых соответствующими нравоучениями.
Судя по заметкам на списках «Великого зерцала», оно было переведено с польской книги «Wielkie zwierciadło przykładów» по приказанию царя Алексея Михайловича в 1676—1677 годах переводчиками Посольского приказа С. Лаврецким, Г. Дорофеевым (Болотинским), Г. Кульчицким, И. Гуданским и И. Васютинским под наблюдением царского духовника протоиерея Андрея Савинова Постникова.
«Великое зерцало» пользовалось в России в XVII—XVIII веках большой популярностью. Былая популярность на Руси западного по происхождению «Великого зерцала» в крестьянской среде, сохранявшей традиции восточного Средневековья, объясняется не столько разнообразием и занимательностью его статей или понятностью перевода, сколько тем, что почти все сюжеты «Великого зерцала» были известны из привившейся на Руси книжности, полученной от Византии и южных славян, частью ещё в домонгольский период.